# Музична тема

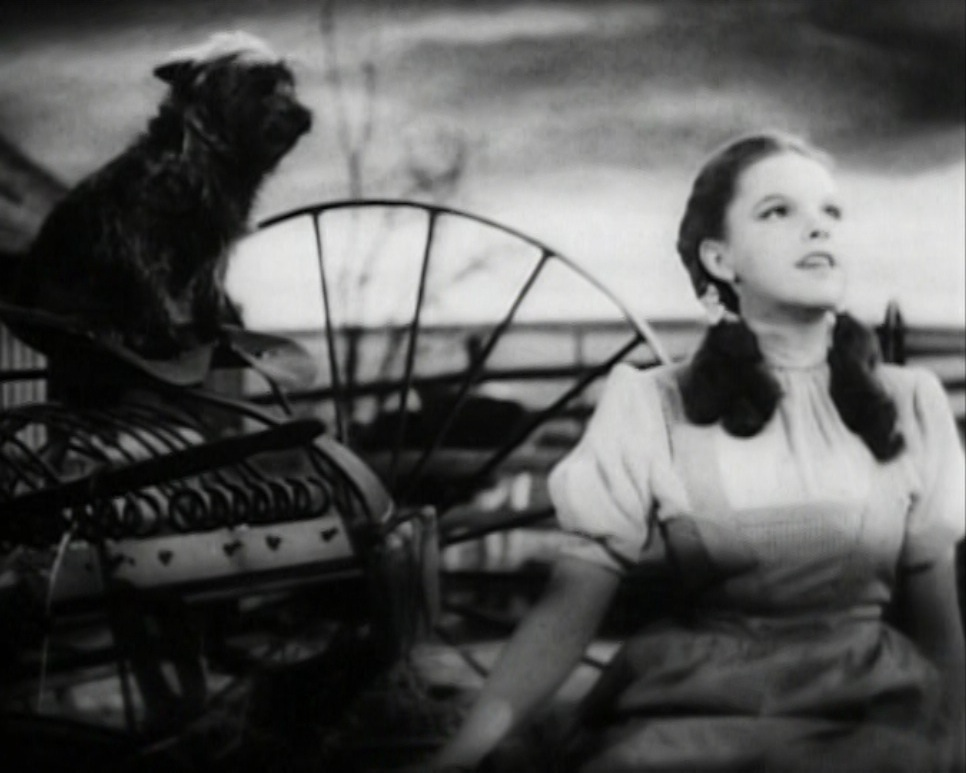
Джуді Ґарленд виконує пісню «Over the Rainbow» у фільмі 1939 року «Чарівник країни Оз»

Музична тема — музична побудова, що є основним мотивом музичного твору або його частини й служить предметом дальшого розвитку. Композиція часто пишеться спеціально для радіопрограм, телевізійних передач, відеоігор або фільмів і зазвичай грає під час заголовків, початкових та фінальних титрів, а в деяких випадках — у певний момент під час програми. Мета тематичної пісні часто схожа на мету лейтмотиву.
Фраза тематична пісня або фірмова пісня також може використовуватися для позначення пісні, яка особливо асоціюється з певним виконавцем або високопоставленою особою, та часто використовується під час його появи.

## Значення
Починаючи з 1950-х років музичні теми, а особливо тематичні пісні, також стали цінним джерелом додаткового доходу для голлівудських кіностудій, багато з яких заснували власні студії звукозапису. Цей період став початком більш методичного перехресного просування музики та фільмів. Одним із перших великих і впливових успіхів була тематична пісня для фільму  «Рівно опівдні» (1952).